# Camptopoeum pictipes
Camptopoeum pictipes är en biart som först beskrevs av Morawitz 1876.  Camptopoeum pictipes ingår i släktet Camptopoeum och familjen grävbin. Inga underarter finns listade.